# Schradera umbellata
Schradera umbellata là một loài thực vật có hoa trong họ Thiến thảo. Loài này được C.Presl miêu tả khoa học đầu tiên năm 1845.